# Wurzelstockrodung
Rodung ist die Beseitigung von Gehölzen, Bäumen und Sträuchern einschließlich ihrer Wurzeln. Dabei wird zwischen Flächenrodung und der Wurzelstockrodung unterschieden. Letztere bedeutet die Entfernung des Wurzelstocks eines einzelnen gefällten Baumes aus dem Boden. Die beiden Vorgehensweisen unterscheiden sich grundlegend, sowohl was die vegetative Situation betrifft, als auch in den technischen Verfahren, Anforderungen und geltenden Vorschriften. Im Folgenden wird die Wurzelstockrodung dargestellt.
Das Roden einzelner Bäume erfolgt in der Regel in Privatgärten und auf bewirtschafteten oder kommunalen Flächen wie Parks, Gärten, Straßenbegleitgrün, Fußgängerzonen, Friedhöfen.

## Unterschied Teilrodung – Komplettrodung
Ist ein Baum gefällt, bleiben der Baumstumpf – auch Stubben genannt – und der unterirdische Teil des Baums – die Wurzeln – übrig. Bei der Wurzelstockrodung eines einzelnen Baumes wird zwischen Teil- und Komplettrodung unterschieden. Bei einer Teilrodung verbleiben Teile des Wurzelholzes im Boden. Bei einer Komplettrodung wird der Baumstumpf und das gesamte Wurzelholz (Wurzelstock und -anläufe sowie der größte Teil der weitreichenden Stark- und Seitenwurzeln) aus dem Boden entfernt.

## Normen
Für Rodungsarbeiten gelten die Grundsätze des Landschaftsbaus. Alle Haupt- und Nebenleistungen im Bereich des Oberbodens sind in der im September 2012, August 2015, September 2016 und September 2019 überarbeiteten DIN 18320: VOB Vergabe- und Vertragsordnung für Bauleistungen, Teil C: Allgemeine Technische Vertragsbedingungen für Bauleistungen (ATV) – „Landschaftsbauarbeiten“ geregelt. Das Rodungsverfahren selbst ist darin nicht vorgeschrieben.
Festgelegt wurde Stand 2015, in welcher Breite und Tiefe die Wurzeln bei einer Rodung zu entfernen sind: Der zentrale Wurzelstock ist bis 20 cm außerhalb des Wurzelanlaufes zu entfernen. Auch sind die Starkwurzeln mit Durchmessern über 10 cm bis zu einer Tiefe von 30 cm zu beseitigen. Neben der präzisen Entfernung schreibt die DIN 18320 darüber hinaus auch das Lagern des Wurzelholzes vor. Aus all diesen Anforderungen ergibt sich, dass die Komplettrodung die fachlich korrekte Vorgehensweise ist, was Anforderungen an das Rodungsverfahren stellt.

## Risiken durch Wurzelholz
Die DIN gibt die Komplettrodung vor, und den Baumstandort für eine Neupflanzung vorzubereiten. Denn Pilzbefall an verbleibendem Wurzelholz im Boden kann durch Übertragung an Bestandsbäume die Standfestigkeit und Bruchsicherheit eines Baumes beeinträchtigen. Vor allem Bäume in Stadtgebieten leiden unter Stress durch Staunässe, langanhaltende Trockenheit, Verletzungen, Abgase oder Streusalz; das schwächt ihre Vitalität und Abwehrmechanismen, wodurch sie anfälliger für Befall von Baumpilzen werden und leichter zu einer Gefahr für Menschen, Gebäude und andere Gegenstände werden können. Darüber hinaus kann Fäulnis neu gepflanzte oder verbleibende Bäume schädigen.

### Fäulnis
Fäulnis bezeichnet die sauerstofffreie, also anaerobe Zersetzung von organischem Material (hier Wurzelstock oder Wurzelreste) durch Mikroorganismen. Ab einer gewissen Tiefe im Boden herrscht üblicherweise Sauerstoffmangel. Fäulnis kann auch in den oberen Bodenschichten auftreten, beispielsweise in lehmigen Böden oder in Stadtböden, welche häufig verdichtet sind. Bei der bakteriellen Zersetzung entstehen Gase wie Methan, Ammoniak oder Schwefelwasserstoff. Diese hemmen das Wachstum von Neupflanzungen oder verbleibenden Bäumen und können sogar zum Absterben der gesamten Vegetation führen. Meist schädigt Fäulnis einen Standort dauerhaft.

### Pilze
Im Boden verbleibendes Wurzelholz bildet den Nährboden für viele Pilzarten. Hallimasche-Arten, Gemeiner Wurzelschwamm, Brandkrustenpilz oder Lackporlinge sind parasitäre Pilze, die Totholz wie auch lebende Bäume befallen und zersetzen. Dieser Prozess findet oft mit größerer zeitlicher Verzögerung statt, sodass eine unvollständig ausgeführte Rodung (Teilrodung, Flächenrodung) einen Standort noch Jahrzehnte später schädigen kann.
Die Verbreitung von Pilzen läuft sehr unterschiedlich ab, beispielsweise über Sporenverteilung oder Wurzelverschweißungen. Letzteres bedeutet, dass sich wurzelbürtige Pilze zwischen Bäumen der gleichen Art verbreiten. Hallimasch-Arten können darüber hinaus Pilzfäden bilden, sogenannte Rhizomorphen, mit denen sie sich vom befallenen Substrat über Strecken von 50 Meter und mehr zu einem neuen Wirt ausdehnen.

## Rodungsverfahren
Zu den gängigen Rodungsverfahren zählen unter anderem das Fräsen und das Ausbaggern mit Standardausrüstung. Eine weitere, zwischenzeitlich etablierte Alternative ist die Beseitigung der Wurzeln mit dem Rodungsmesser.

### Roden mit der Fräse
Beim Fräsen zerspant das rotierende Schneidewerk den Wurzelstock. Zum Roden von Baumstubben werden häufig Wurzel- oder Baumstumpffräsen kleinerer und mittlerer Größe eingesetzt. Deren Reichweite in die Tiefe ist allerdings begrenzt, so dass mit diesen die vollständige Entfernung des Wurzelstocks wie in der DIN vorgeschrieben nicht möglich ist. Größere Fräsen gelangen zwar bis 80 cm in die Tiefe, sind jedoch vergleichsweise teuer und selten verfügbar. Speziell in bewohnten Gebieten ist es häufig schwierig, einen Wurzelstock unterirdisch wegzufräsen, denn oft sind Bordsteine, Einfassungen, unterirdische Kabel und Leitungen im Weg. Da nicht vorhersehbar ist, wo die weiter außen liegenden Stark- und Seitenwurzeln verlaufen und wie weit sie nach unten reichen, ist das Fräsverfahren nicht geeignet, um das komplette Baumbeet nach Wurzeln zu durchsuchen. Das Risiko, dabei im Untergrund liegende Kabel und Leitungen mit der Fräse zu beschädigen, wäre zu groß.

### Roden mit Bagger und Standardausrüstung
Häufig werden Rodungen auch mit dem Bagger samt Standardausrüstung, meist Tieflöffel, Greifer und evtl. Rodezahn, ausgeführt. Um auf diese Weise eine Komplettrodung nach DIN-Vorgaben durchführen zu können, muss zuvor die komplette Rodungsstelle samt Wurzelholz freigelegt werden. Für solch großflächige Arbeiten wird ausreichend Platz um den Wurzelstock benötigt, der in städtischen Gebieten häufig fehlt. Das alternative Ausreißen des Baumstumpfs bedarf enormer Kräfte; so hat beispielsweise eine Wurzel von 10 cm Durchmesser eine Haltekraft von mehr als 40 t. Beim unkontrollierten Reißen besteht zudem die Gefahr, Einfassungen oder den Straßenbelag zu beschädigen.

### Roden mit Bagger und Spezialwerkzeug
Ein Rodungsmesser ist ein Bagger-Anbauwerkzeug, das speziell für die Komplettrodung entwickelt wurde. Arbeitstiefe und -radius sind dabei nur durch den Baggerarm begrenzt. Die in der DIN 18320 vorgeschriebene Rodung des zentralen Wurzelstocks lässt sich mit dem Rodungsmesser ebenso ausführen, wie auch die weiter außen liegenden Stark- und Seitenwurzeln lassen sich damit beseitigen.
Beim Roden schabt das Rodungsmesser den Stubben Stück für Stück ab. Anschließend lassen sich die Stark- und Seitenwurzeln aus dem gesamten Wurzelraum des gefällten Baumes entfernen. Dabei wird gleichzeitig der Boden aufgelockert. Eine Neupflanzung ist daher direkt im Anschluss an die Rodung möglich.
Der Mutterboden bleibt bei diesem Verfahren erhalten. Die zutage beförderten Holz- und Wurzelstücke sind weitgehend frei von Erde und großvolumig, im Gegensatz zum Vorgehen mit der klassischen Baumstumpffräse, bei der ein Gemisch aus Holzspänen, Erde, Steinen usw. entsteht. Die Holzstücke lassen sich leicht einsammeln und lagern – wie in der Richtlinie gefordert – oder beispielsweise als Brennholz verwenden.
Vorteilhaft im Stadtgebiet ist im Vergleich zum Fräsen darüber hinaus, dass der Baggerfahrer einen guten Überblick über die Rodungsstelle hat. Das minimiert das Risiko, Kabel, Leitungen oder sonstige Hindernisse zu beschädigen. Zudem werden bei der Rodung mit einem Rodungsmesser keine Steine oder Erde aufgeschleudert, was den Bedarf an Absperrungen erheblich reduziert.

## Nachteile des Rodens
Im Boden belassenes Wurzelwerk hat einen ökologischen Wert.
Ein Baumstumpf gehört zum Totholz und bildet ein Biotop für Insekten und seltene Pilze wie den Klebrigen Hörnling. 
Beim Verrotten von Wurzeln und Stumpf an Ort und Stelle verbleiben auch die enthaltenen Nährstoffe im Boden. 
In der Forstwirtschaft bleibt der Baumstumpf in der Regel stehen. Im Bergwald hilft er bis zum Anwuchs des neuen Bestandes zwischenzeitlich den Hang zu befestigen. 
Manche Bäume, insbesondere Laubholz, können nach der Fällung neu austreiben. Diese Triebe nennt man Stockausschlag. Sie können sich zu einem mehrstämmigen Baum auswachsen oder zu einem einzelnen Stamm verwachsen. Diese Eigenschaft wird in der Niederwaldwirtschaft zur Regeneration der Bestände genutzt. Bekannt sind hierfür etwa Eiche, Edelkastanie, Weiden, Hainbuche, Linden und Esche.